# Вили (Лубенський район)
Ви́ли —  село в Україні, у Лубенському районі Полтавської області. Населення становить 276 осіб. Колишній орган місцевого самоврядування — Тарандинцівська сільська рада.

## Географія
Село Вили знаходиться за 1,5 км від лівого берега річки Вільшанка, на відстані 1,5 км від села Степурі. Через село проходять автомобільна дорога М03 та залізниця, станція Вили за 1 км.

## Історія
- 12 червня 2020 року, відповідно до розпорядження Кабінету Міністрів України № 721-р «Про визначення адміністративних центрів та затвердження територій територіальних громад Полтавської області», село увійшло до складу Новооржицької селищної громади[1].
- 19 липня 2020 року, в результаті адміністративно - територіальної реформи та ліквідації  Оржицького району, село увійшло до складу новоутвореного Лубенського району[2].

## Економіка
- ТОВ «Лубенський».

## Об'єкти соціальної сфери
- Фельдшерсько-акушерський пункт.

## Населення
Згідно з переписом УРСР 1989 року чисельність наявного населення села становила 299 осіб, з яких 138 чоловіків та 161 жінка.
За переписом населення України 2001 року в селі мешкали 274 особи.

### Мова
Розподіл населення за рідною мовою за даними перепису 2001 року:
| Мова       | Відсоток |
| ---------- | -------- |
| українська | 98,91 %  |
| російська  | 1,09 %   |